# Rövalls- och Stingsmossen
Rövalls- och Stingsmossen är ett naturreservat i Surahammars kommun i Västmanlands län.
Området är naturskyddat sedan 1997 och är 534 hektar stort. Reservatet omfattar de två mossarna med skog omkring.